# MTV, Bota Essa P pra Funcionar
Título a ser usado para criar uma ligação interna é MTV, Bota Essa P pra Funcionar.
MTV, Bota Essa P#@% Pra Funcionar é um livro biográfico escrito por Zico Goes, lançado em 12 de março de 2014 pela Panda Books.
A ideia para o livro surgiu depois que o canal de TV aberta MTV Brasil foi vendido e a marca foi devolvida à empresa americana Viacom. O título para o livro veio depois de uma reclamação ao vivo feita por Caetano Veloso no MTV Video Music Brasil 2004 em que depois de sucessivos erros na parte técnica referente ao áudio, Veloso disse: "Pessoal da Emetevê, vergonha na cara! Vamos começar de novo! Bota essa p... pra funcionar!".

## Sinopse
Zico Goes conta no livro sua passagem pela MTV Brasil, onde trabalhou durante 20 anos. Quando a emissora anunciou que iria chegar no país, Goes fez um teste para trabalhar no canal, porém não passou. Um ano depois, foi chamado por Zeca Camargo para trabalhar como freelancer no departamento de jornalismo. Em 1992, foi contratado pelo canal para ser redator de programas da casa. Com ajuda de André Vaisman, chegou ao departamento de programação e depois de quatro anos chegou ao cargo de diretor de programação. Em 2008, ele saiu da emissora e voltou depois de dois anos e meio.
Ele conta que o canal chegou se tornando o primeiro canal segmentado no país, que era algo habitual nos Estados Unidos, país onde o canal-mãe da MTV foi criado. No Brasil o canal recém-criado foi impulsionado por grandes músicos e bandas da época de '90 como Titãs, Barão Vermelho, Legião Urbana, entre outros. Os apresentadores chamados de VJs tinham liberdade total na emissora que era chamada internamente de "uma não TV".

## Lançamento
| “ | O livro é uma visão muito particular minha. Não tem intenção de ser um tratado sobre a MTV. É uma coletânea de histórias curiosas, nem todas polêmicas. | ” |
|   | — disse Goes em entrevita ao Folha de S. Paulo. |   |